# Triangle (Virginia)
Triangle es un lugar designado por el censo en el  condado de Prince William, Virginia  (Estados Unidos). Según el censo de 2010 tenía una población de 8.188 habitantes. Limita al sur con la base de marines de Quantico, que rodea la ciudad de Quantico. Limita al norte y al oeste con la ciudad de Dumfries. Al oeste limita con el Prince William Forest Park y al este con el río Potomac.

## Localidades adyacentes
El siguiente diagrama muestra a las localidades más próximas a Triangle.